# Myggjagare

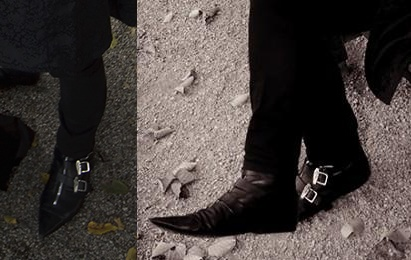
Myggjagare för gothare (2009).

Myggjagare är en sorts skor, vilkas mest utmärkande drag är att de är spetsiga längst fram. De typiska raggarna brukade bära myggjagare. Även mer 1980-talsinriktade gothare brukar använda myggjagare istället för till exempel kängor.
Myggjagarna var också populära bland modsen och Jamaica skins, så kallade rude boys. Myggjagare var populära herrskor på 1960-talet.
Ordet "myggjagare" är belagt i svenska språket sedan 1953.